# Consistoire Turin

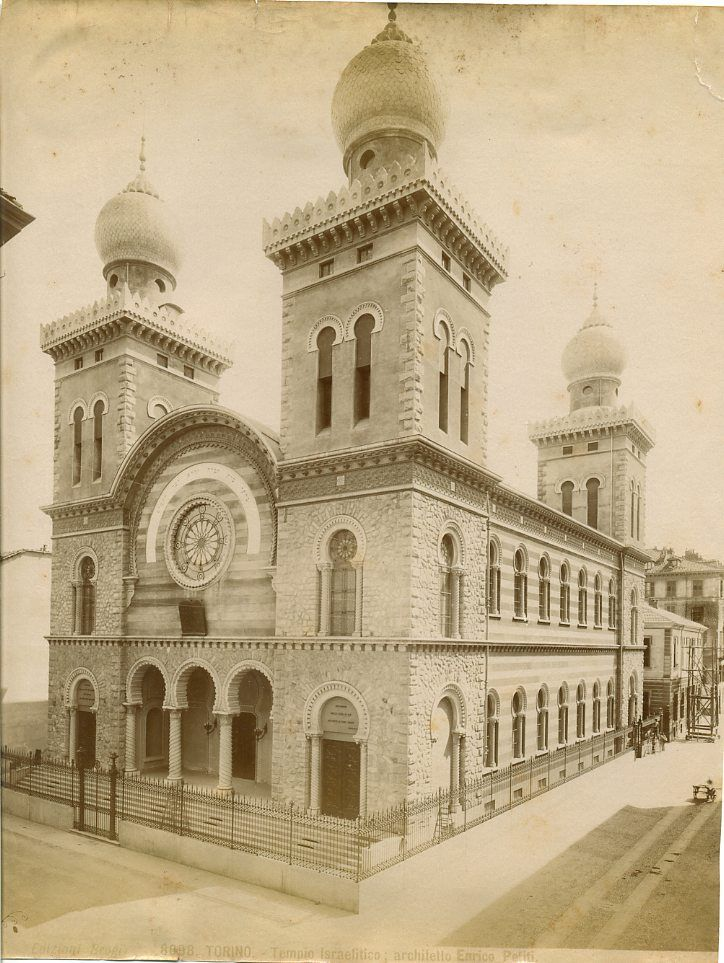
Synagoge in Turin, 1890

Das Consistoire Turin war ein 1808 von Napoleon geschaffenes Verwaltungsinstitut für die inneren der jüdischen Glaubensgemeinschaft mit Sitz in der Stadt Turin.
Es wurde wie das Consistoire central israélite und weitere zwölf regionale Konsistorien von Napoleon durch ein kaiserliches Dekret vom 15. März 1808 geschaffen. Große Teile Italiens waren bis 1814 in das Territorium des französischen Staates eingegliedert.

## Aufgaben
Die nach protestantischem Vorbild etablierten Konsistorien mit halbstaatlichem Status hatten den Kultus zu verwalten, die Juden zur Ausübung nützlicher Berufe anzuhalten und den Behörden die jüdischen Rekruten zu benennen.
In der dreigliedrigen hierarchischen Struktur stand oben das Consistoire central israélite (Zentrales Konsistorium) in Paris, dem die regionalen Konsistorien (Consistoires régionaux) unterstanden, und diesen waren die einzelnen jüdischen Gemeinden (communautés juives) untergeordnet. Die Konsistorien hatten die Aufgabe, die Religionsausübung innerhalb der staatlichen Gesetze zu überwachen und die Steuern festzulegen und einzuziehen, damit die Organe der jüdischen Konfession ihre Ausgaben bestreiten konnten.
Jedes regionale Konsistorium besaß einen Großrabbiner und vier Laienmitglieder, die von den jüdischen Notabeln der angeschlossenen Gemeinden gewählt wurden.
Mit der Niederlage Napoleons 1814 wurden die italienischen Gebiete unter den Staaten neu aufgeteilt und die französischen Gesetze über die Organisation der jüdischen Bewohner wurden unwirksam.

Kartei der französischen Départements in Italien

## Gebiet
Das Konsistorium Turin war für die jüdischen Gemeinden der Départements Pô und Stura zuständig. 1808 lebten in diesen Départements 2.614 jüdische Bürger (Citoyen).

## Gemeinden (1808)
- Jüdische Gemeinde Turin, 1.450 Personen